# Coppe
Coppe è una frazione del comune di Stroncone (TR).
Il paese si trova sulla sommità di un colle, a 411 m s.l.m. e tre km dal capoluogo; esso è occupato da 56 abitanti (dati Istat, 2001 ).

## Storia
Noto nel passato con il nome di Castrum Cupparum e poi Poggio delle Coppe, fu dominio del Ducato di Spoleto, a cui pagava i dazi, e dei signori narnesi Cardoli. All'inizio del XII secolo esso viene donato, da tal Beraldo di Rolando, agli abati del monastero di Farfa. Nel 1155 venne diviso tra i figli del proprietario, tal Bibbieno Cardoli.
Il papa Onorio III, nel 1225, lo pone sotto la sua protezione per liberarlo dalle tasse che doveva al comune di Narni. Nello statuto di questa città si legge, infatti, che i confini del paese venivano aggiustati e, nel 1300, risulta inserito nel territorio narnese assieme a Finocchieto e Stroncone.
Cade poi sotto il Patrimonio di San Pietro, dato che nel 1439 era retto dal falisco Bartolomeo Vitelleschi.
Nel 1507 risulta appartenere al conte Bernardo Cardoli, la cui famiglia lo tenne fino al XVII secolo.
Nel XIX secolo vi si trovava un ospedale per accogliere i pellegrini.

## Monumenti e luoghi d'interesse
- Chiesa della Madonna della Neve, di cui rimane solo la cripta di San Biagio, nella piazzetta centrale; contiene affreschi dell'orvietano Angelo di Menicuccio da Vignanello (1498);
- Palazzo Malvetani (XI secolo), un tempo dei Cardoli, con pianta quadrata e torri angolari, costruito su una rocca preesistente più piccola: venne infatti notevolmente ampliato nel XVI secolo e modificato alla fine del XVIII secolo. È attorniato da un vasto parco di 13.000 m²;
- Casa Cardoli-Arca (1525), ai piedi del paese;
- Casa dei conti Manassei.
- Chiesa Madonna della neve nei pressi del cimitero

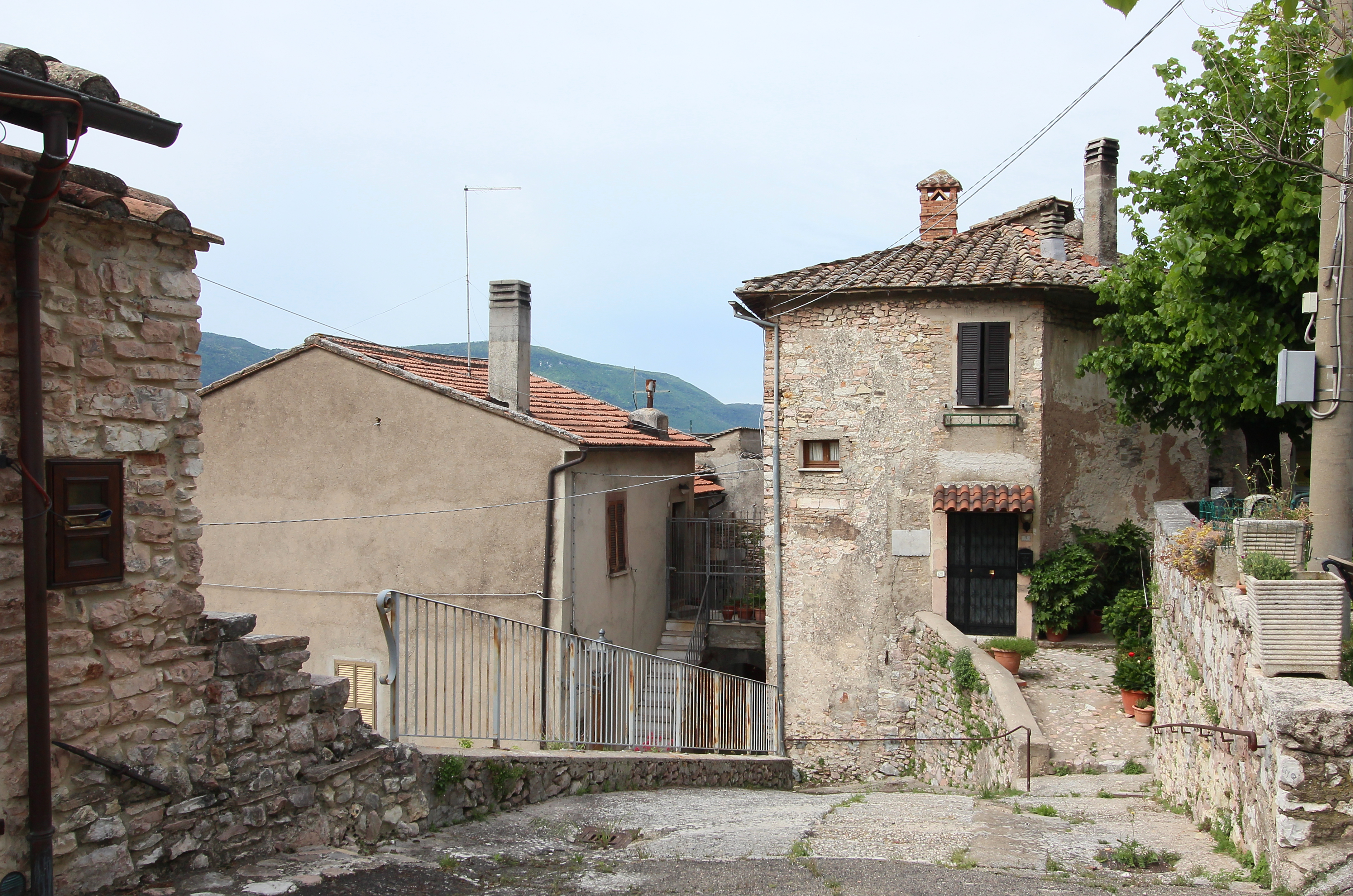
Il borgo
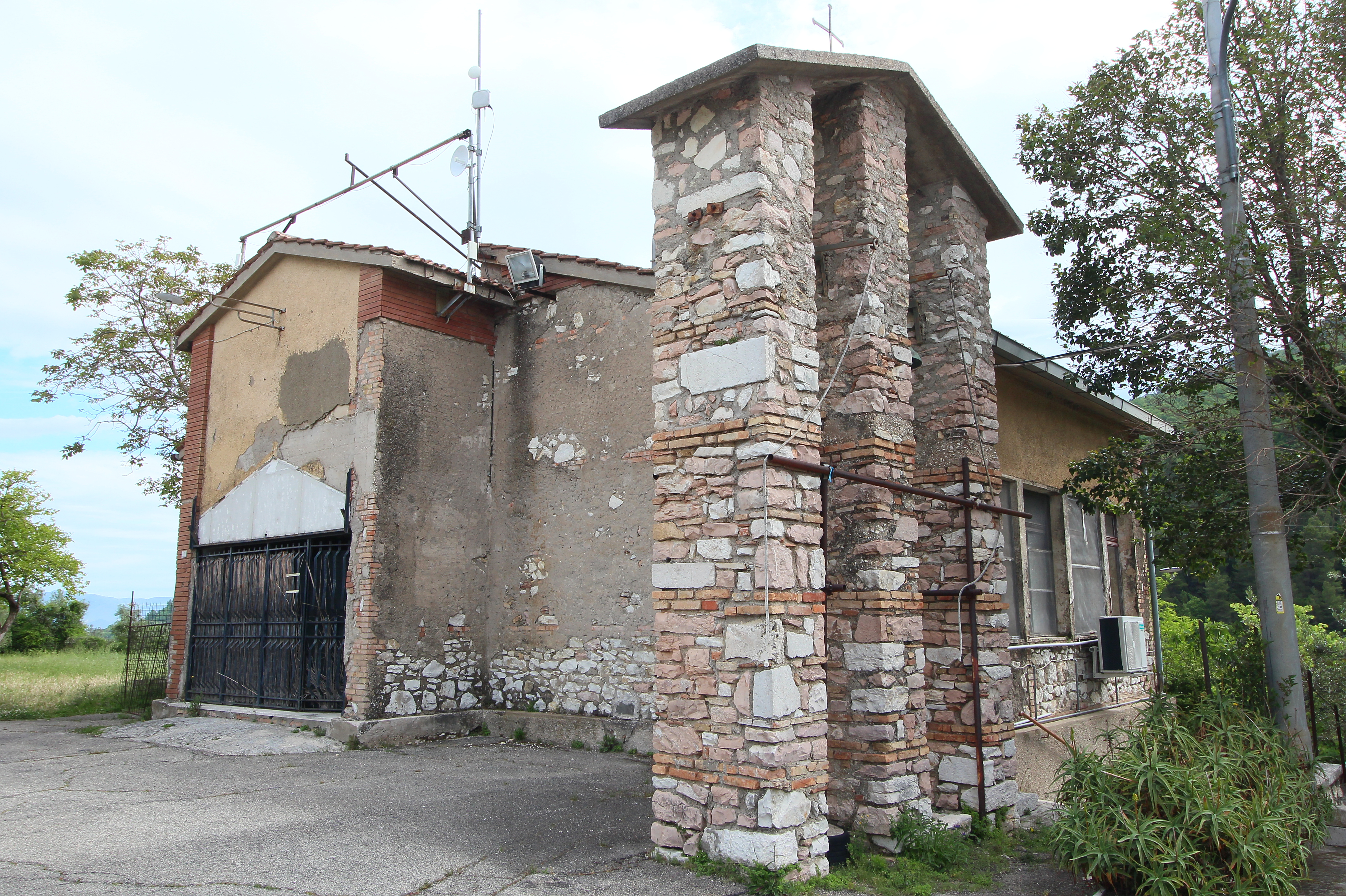
La cripta di San Biagio
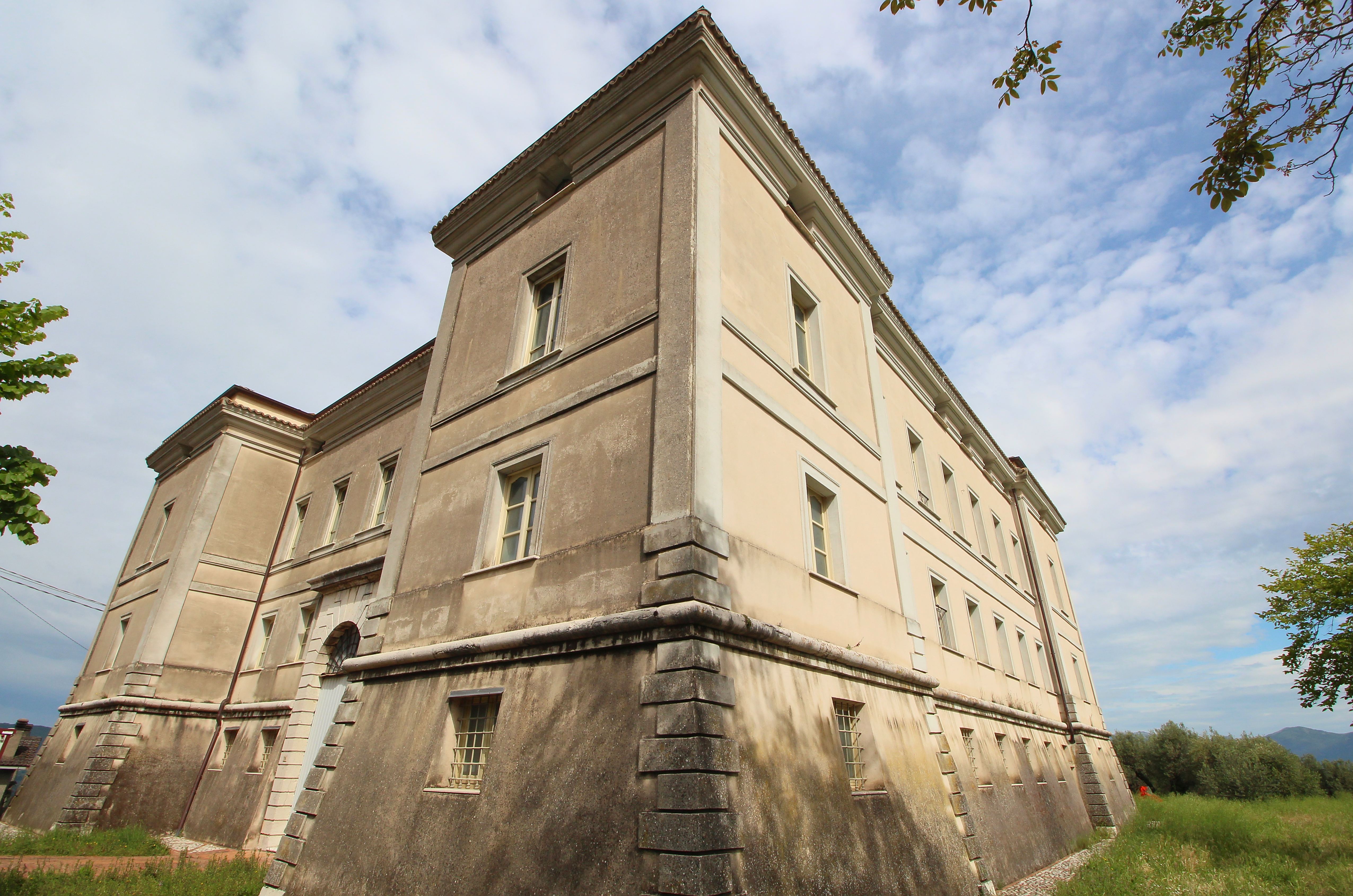
Il palazzo Malvetani
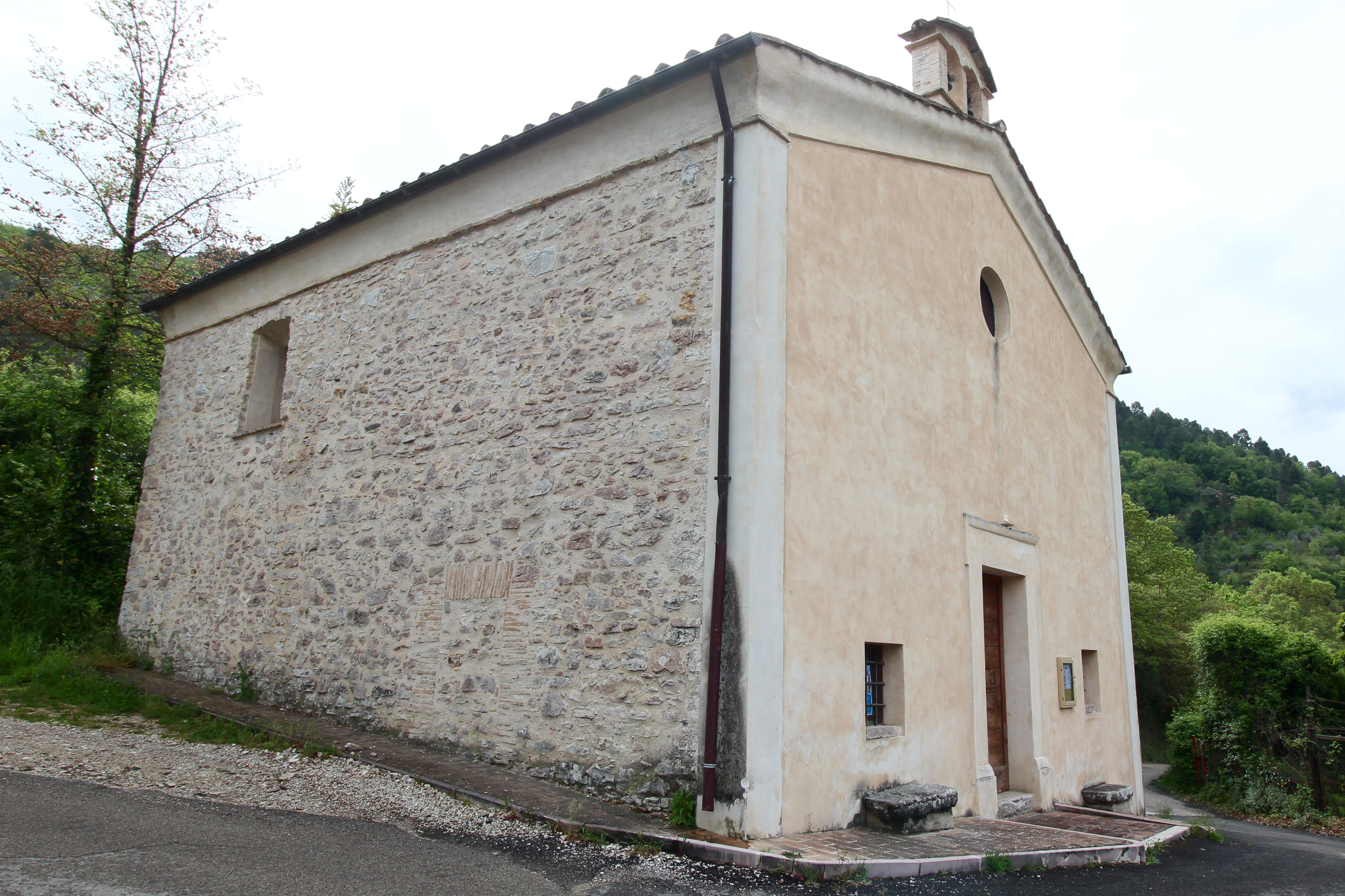
La chiesa della Madonna della Neve poco fuori del paese
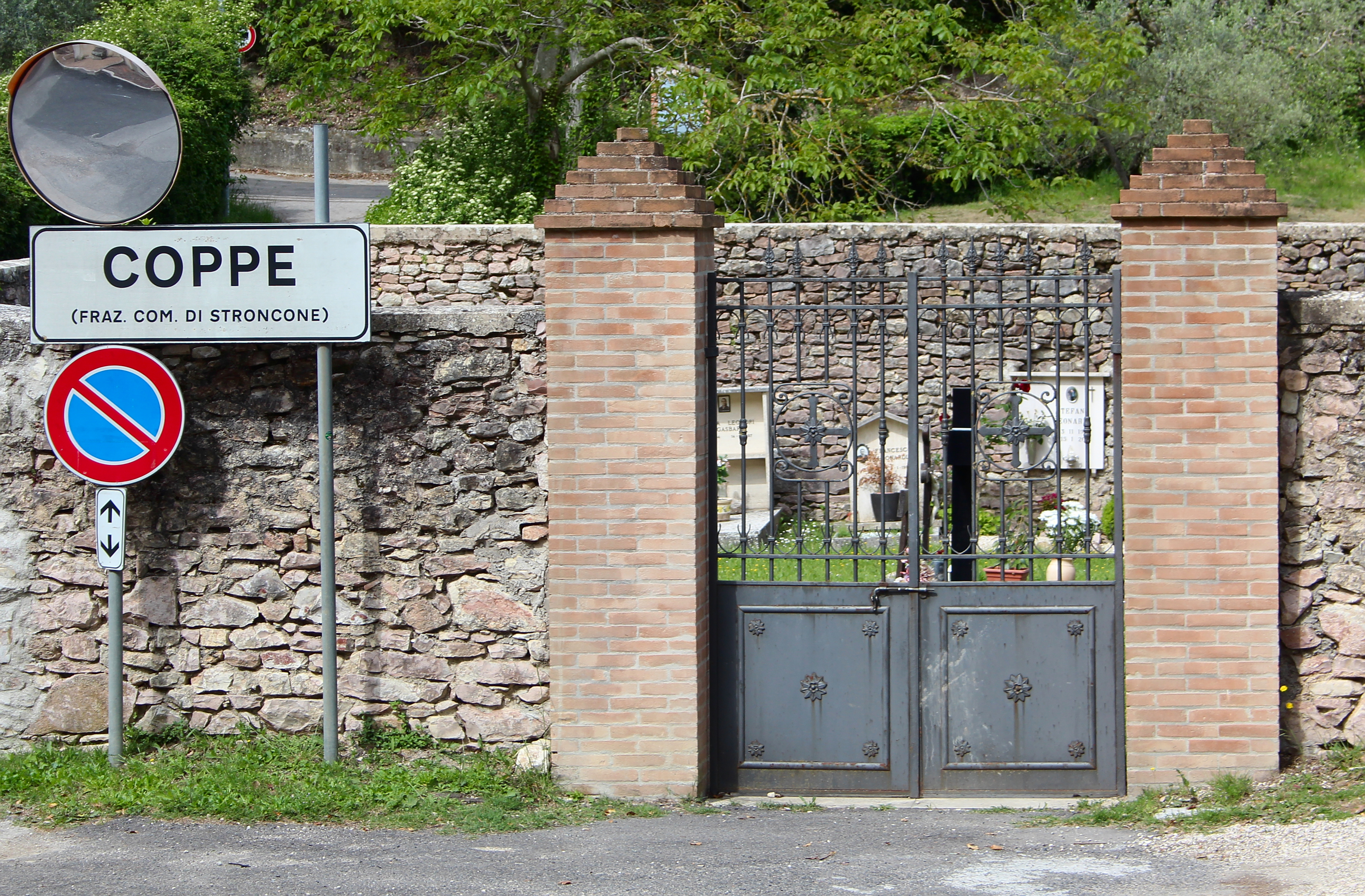
Il cimitero vicino la chiesa della Madonna della Neve

## Economia e manifestazioni
Il castello, dopo essere stato profondamente restaurato, è diventato una residenza agrituristica.
Nel mese di febbraio vi si svolge la manifestazione I sapori della terra, mentre ad agosto si tiene la Sagra della ciriola copparola.

## Sport
- Enduro